# Dorfkirche Rädigke

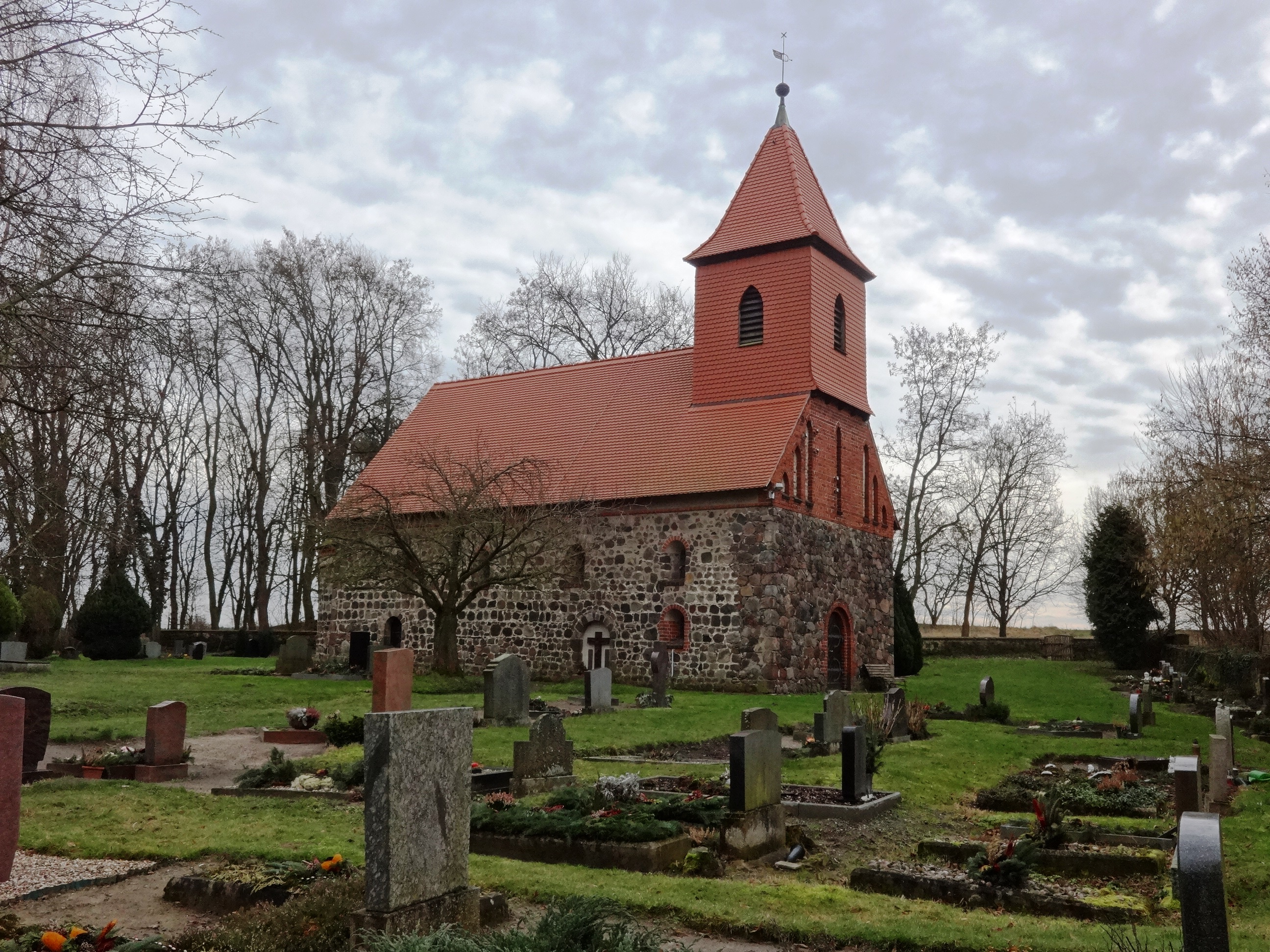
Dorfkirche in Rädigke

Die evangelische Dorfkirche Rädigke ist eine Feldsteinkirche im Ortsteil Rädigke der Gemeinde Rabenstein/Fläming im Landkreis Potsdam-Mittelmark im Land Brandenburg, Adresse Hauptstraße 14. Sie stammt sehr wahrscheinlich aus dem beginnenden 13. Jahrhundert und wurde in der Folge mehrfach umgebaut und renoviert. Das ursprünglich katholische Gotteshaus wurde infolge der Reformation evangelisch; seit dem Ende des 20. Jahrhunderts steht es unter Denkmalschutz. Die Dorfkirche gehört zum Kirchenkreis Mittelmark-Brandenburg.

## Geschichte
Das exakte Baudatum der Kirche ist nicht bekannt. Experten gehen auf Grund der Ausführung davon aus, dass der Bau im letzten Viertel des 12. Jahrhunderts oder im ersten Viertel des 13. Jahrhunderts entstand. Das Dehio-Handbuch gibt die erste Hälfte des 13. Jahrhunderts als Zeitraum der Errichtung an. Die Baumeister waren flämische Siedler, die als Bauplatz die Nähe zu einer Burganlage suchten, die während der Hussitenkriege jedoch zerstört wurde. Die erste urkundliche Erwähnung der Kirche stammt aus dem Jahr 1450. 
1841 erwarb die Kirchengemeinde eine Orgel von Gottfried Wilhelm Baer. 1858 renovierte sie den Innenraum. Im Jahr 1903 vergrößerten Maurer die Südfenster und fassten sie – wie auch die Fenster an der Nordseite – mit Backsteinen ein. Gleichzeitig sanierte die Gemeinde die westliche Wand und ließ eine Kirchturm errichten. 1965 erfolgte eine weitere Sanierung des Innenraums.

## Architektur
Das Bauwerk besteht aus weitgehend gleichmäßig geschichteten und teilweise behauenen Feldsteinen. Zwischen den Fenstern ist die Schichtung teilweise unregelmäßig. Theo Engeser und Konstanze Stehr geben als Abmessungen für das Kirchenschiff eine Länge von 17,70 Metern bei einer Breite von 8,80 Metern an. Daran schließt sich die eingezogene Apsis mit einer Breite von 7,40 Metern und einer Wölbung von 3,70 Metern an.
An der Nordseite des Kirchenschiffs befindet sich im östlichen Bereich eine Priesterpforte sowie im westlichen Bereich eine zugemauerte, rundbogenförmige Gemeindepforte. Hier wurde im Jahr 2015 ein schwarzes Kreuz aufgestellt. Oberhalb der Pforten gibt es insgesamt vier rundbogenförmige Fenster, die weitgehend mit Feldsteinen eingefasst sind. An der Südseite befinden sich ebenfalls vier deutlich größere ebenfalls rundbogenförmige Fenster, von denen das westlich gelegene nochmals deutlich vergrößert und tiefer herabgezogen ist. Alle Fenster sind mit Mauerziegeln eingefasst. Die fünf Fenster in der Apsis stammen vermutlich noch aus der Bauzeit, wurden aber zu einem späteren Zeitpunkt ebenfalls mit Mauersteinen eingefasst. Der aus roten Mauersteinen errichtete Westgiebel ist mit mehreren spitzbogenförmigen Blenden versehen. Daran schließt sich ein Kirchturm aus Fachwerk an. Er ist mit roten Dachziegeln verkleidet, die an seinen vier Seiten durch je eine spitzbogenförmige Klangarkade durchbrochen wird. Oberhalb des Turmdaches sind ein Knopf, eine Windfahne und ein Kreuz angeordnet. Das Satteldach des Kirchenschiffs sowie das Halbkegeldach der Apsis sind mit Biberschwänzen gedeckt.

## Ausstattung
Der Innenraum ist mit einer flachen, hölzernen Decke versehen. Auffällig ist ein rundbogenförmiger Triumphbogen, der von außen nicht erkennbar ist. Das hölzerne Altarretabel zeigt das Abendmahl Jesu, ist von Säulen eingerahmt und stammt aus dem Jahr 1690. Die ebenfalls hölzerne Kanzel konnte auf das Jahr 1703 datiert werden und wurde 1969 restauriert. Sie besteht aus einem polygonalen Korb mit Ecksäulen und fußt auf einer in sich gewundenen Säule. Zur weiteren Ausstattung gehört ein Kreuz aus dem 15. Jahrhundert. Im Kirchenschiff befinden sich eine Nord- und eine Westempore aus der Bauzeit der Kirche. Die Apsis ist mit einem Sternenhimmel ausgemalt, der 2014 renoviert wurde. 
Im Kirchturm hängen zwei Glocken, eine davon stammt aus der Bauzeit des Turmes, die zweite konnte erst im August 2019 von der Gemeinde wieder installiert werden, nachdem zum Ende des Zweiten Weltkriegs die größere Glocke zu Kriegszwecken als Metallspende des deutschen Volkes abgeliefert werden musste. Die Bronzeglocke hat ein Gewicht von 2000 kg und trägt am Glockenkörper die Inschrift „Friede auf Erden und den Menschen ein Wohlgefallen“, darüber zieht sich ein Zierring aus Weinblättern und Trauben um den Gusskörper. Zuvor waren Spenden gesammelt worden, den größten Anteil an der Finanzierung trug jedoch der Kantor Winfried Kuntz.